# Vallonia declivis
Vallonia declivis é uma espécie de gastrópode  da família Valloniidae.
Pode ser encontrada nos seguintes países: Austria, França, Alemanha, Polónia, Eslováquia e Suíça.